# Incidente del bus a Marghera del 2023
L'incidente del bus a Marghera del 2023 è un incidente stradale avvenuto il 3 ottobre 2023 a Marghera, nel quale un autobus urbano è precipitato da un cavalcavia, causando 22 morti e 15 feriti.

## Descrizione
L'incidente si è verificato alle 19:38 del 3 ottobre 2023, presso il cavalcavia Rizzardi. Un autobus guidato da Alberto Rizzotto, 40 anni, originario di Conegliano, è uscito di strada, ha sfondato il guard rail ed è precipitato in via dell'Elettricità, a fianco del fascio ferroviario della stazione di Venezia Mestre.
Secondo i dati forniti dalla Prefettura di Venezia, a circa 24 ore dall'incidente, sono state identificate tutte le 21 vittime. La maggior parte delle vittime aveva meno di 50 anni ed erano tutte straniere ad eccezione del conducente italiano. Tra di essi vi sono un bambino di un anno, una bambina di 12 anni e una ragazza minorenne. Era inoltre presente una donna incinta di vent'anni in viaggio di nozze.
Al 4 ottobre 2023, 17 persone risultano ricoverate negli ospedali del Veneto, di cui 15 feriti e 11 in terapia intensiva. Dei feriti 5 sono molto gravi a causa di ustioni e vari traumi.
Il mezzo di trasporto era un autobus Yutong E12 LF a propulsione totalmente elettrica, alimentato da batterie al litio, con meno di un anno di servizio. Di proprietà della società "La Linea S.p.A" (azienda del Gruppo FNM e Alilaguna), era stato riservato ai clienti del campeggio "Hu" di Marghera. Era stato prenotato inizialmente da 16 persone, ma poi vi erano saliti in 35.
La notte stessa dell'incidente si è recato sul posto il Patriarca di Venezia Francesco Moraglia, che si è raccolto in preghiera innanzi a una ventina di vittime che ha poi benedetto. Il patriarca ha chiesto a tutta la diocesi di pregare per le vittime e per i feriti.
Il presidente della Regione Veneto Luca Zaia e il sindaco di Venezia Luigi Brugnaro hanno indetto rispettivamente un lutto regionale e uno comunale di 3 giorni.
Messaggi di cordoglio sono giunti dai politici Sergio Mattarella, Giorgia Meloni, Elly Schlein, Giuseppe Conte, Re Carlo III, Emmanuel Macron, Ursula von der Leyen, Roberta Metsola, Charles Michel.

## Cause
La Procura della Repubblica di Venezia ha aperto un'inchiesta contro ignoti per omicidio stradale plurimo colposo, con tre persone iscritte nel registro degli indagati.
L'autobus, il guardrail e la zona di caduta sono stati posti sotto sequestro, in attesa dell'esame della scatola nera del mezzo e delle batterie di alimentazione, da cui è fuoriuscito del litio.
L'amministratore delegato della società proprietaria del veicolo ha dichiarato che a bordo era presente "un impianto che ha registrato una serie di dati relativi alla velocità, alla posizione e alla frenatura, i quali restano salvati in cloud per sei mesi e saranno messi a disposizione in tempo reale al Comune di Venezia." Inoltre, ha aggiunto che si sono manifestate "fiammelle che si sono autoestinte" e che "prima di intervenire con i soccorsi è stato necessario attendere che le batterie della parte elettrica si abbassassero di temperatura."
Le indagini, ancora in corso, si sono concentrate sulle condizioni del guardrail e sullo stato di salute del conducente.
Il procuratore Bruno Cherchi ha dichiarato: «Stiamo lavorando sulla dinamica dell'incidente, che ha visto il bus toccare il guardrail e scivolare...»

## Vittime
- Alberto Rizzotto (40 anni, italiano, conducente del bus)
- Annette Pearly Arendse (58 anni, sudafricana)
- Maciel Arnaud (56 anni, portoghese)
- Antonela Bakovic (26 anni, croata)
- Anne Eleen Berger (32 anni, croata)
- Serhii Beskorovainov (70 anni, cinese con cittadinanza ucraina)
- Tetiana Beskorovainova (1954, moldava con cittadinanza ucraina)
- Gualter Augusto Carvalhido Maio (58 anni, portoghese)
- Charlotte Nima Frommerherz (1 anno, tedesca)
- Siddharta Jonathan Grasse (28 anni, tedesco)
- Vasyl Lomakin (70 anni, ucraino)
- Daria Lomakina (10 anni, ucraina),
- Anastasiia Morozova (12 anni, ucraina)
- Yuliia Niemova (30 anni, ucraina)
- Aurora Maria Ogrezeanu (8 anni, romena)
- Georgiana Elena Ogrezeanu (13 anni, romena)
- Mihaela Loredana Ogrezeanu (42 anni, romena)
- Mircea Gabriel Ogrezeanu (45 anni, romeno)
- Iryna Pashchenko (30 anni, ucraina)
- Liubov Shyshkarova (30 anni, ucraino)
- Dmytro Sierov (33 anni, ucraino)
- Rosalia Rodriguez Mendez (52 anni, spagnola)